# Guardia Amazónica
La Guardia Amazónica (también las "Amazonas") era un nombre no oficial dado por periodistas occidentales a un grupo de guardaespaldas de élite exclusivamente femenino conocido oficialmente como Las Monjas Revolucionarias (árabe: الراهبات الثوريات, ar-rāhibāt ath-thawriyyāt), encargadas de proteger al fallecido exlíder de Libia, Muammar Gaddafi.

## Composición
El grupo se formó a principios de la década de 1980, después de la dimisión oficial de Gaddafi como jefe de Estado libio a favor del título de "Líder fraterno y guía de la Gran Revolución del Primero de Septiembre de la Gran Jamahiriya Árabe Libia Popular y Socialista".
Según Joseph T. Stanik, Gadafi supuestamente empleó un grupo de guardaespaldas femeninas porque creía que un pistolero árabe tendría dificultades para disparar contra las mujeres. Sin embargo, otros autores también han afirmado que las guardaespaldas femeninas de Gadafi eran, en realidad, sólo un aspecto del conocido y excéntrico talento teatral del dictador y su afición a rodearse de mujeres jóvenes. Gadafi normalmente viajaba con 15 de sus guardias amazónicos asignados a la seguridad o la limpieza.
Durante las visitas al extranjero de Gadafi durante las décadas de 1980 y 1990, causaba sorpresa y curiosidad que el líder de un país con cultura islámica (donde generalmente se le otorga a la mujer un papel retirado, distinto al del varón), incluyera en su séquito un grupo de guardaespaldas que fueran precisamente solo mujeres. Para unos era otra excentricidad más de Gadafi, mientras otros opinaban que formaba parte de la práctica de la ideología del gobernante, autoproclamado emancipador de las mujeres. El grupo se seleccionaba y entrenaba en una academia militar, fundada en 1979, con la idea de incorporar mujeres en el ejército del país. Aquí es donde recibían el entrenamiento tanto militar como en defensa personal y capacitación en funciones de guardaespaldas.
Alrededor de doscientas mujeres formaban la guardia personal de Gadafi, que le acompañaban durante sus salidas al exterior. Existía un desconocimiento general y muchos rumores sobre ellas. Se decía que eran vírgenes, expertas en artes marciales, en el uso de armas de fuego o en otras múltiples formas de combate, expertas en pilotar aviones o helicópteros; sobre estas afirmaciones no existían fuentes fiables. En el documental Las guardaespaldas de Gadafi: sombras de un líder de la cineasta Rania Ajami del 2004 se mostró por primera vez la vida diaria corriente de estas mujeres, cocinando o comprando cosméticos. Muchas de ellas estaban casadas y tenían hijos.
En 1998, Aisha, una de sus guardaespaldas, puso en práctica su fidelidad y sacrificó su vida para salvar al coronel durante un viaje a Atenas. Cuando varios integristas islámicos abrieron fuego para atentar contra Gadafi, Aisha se abalanzó para protegerle. Otras siete guardaespaldas fueron heridas de gravedad. En 2004 la guardia amazónica acompañó a Gadafi durante su visita a Bruselas. En 2006 Gadafi produjo un incidente internacional cuando aterrizó en Nigeria, de visita para una reunión cumbre, con 200 miembros de la guardia amazónica fuertemente armadas. El gobierno de Nigeria le negó la entrada por varias horas, pero finalmente Gadafi cumplió con las reglamentaciones internacionales y aceptó ingresar al país sin armamento.

### Entrenamiento
Las candidatos a la Guardia Amazónica participaron en entrenamiento con armas de fuego y artes marciales en una academia especial, se les pidió que hicieran un juramento de castidad y luego fueron elegidos por Gadafi.

## Incidentes
En 1998, una de las guardaespaldas de Gadafi murió y otras siete resultaron heridas cuando fundamentalistas islámicos en Libia tendieron una emboscada a la caravana de Gadafi. Se afirmó que la guardia muerta, Aisha, era la favorita de Gadafi y se arrojó sobre el cuerpo de Gadafi para detener las balas.
En noviembre de 2006, cuando Gadafi llegó al Aeropuerto Internacional Nnamdi Azikiwe en Abuya, Nigeria, con una tropa de 200 guardaespaldas fuertemente armados, se provocó un incidente diplomático cuando los funcionarios de seguridad intentaron desarmarlos. Gadafi se alejó furiosamente, haciendo un gesto de que tenía la intención de cubrir el viaje de 40 kilómetros la capital a pie, y sólo podría ser persuadido a ceder después de la intervención del presidente nigeriano Olusegun Obasanjo, quien casualmente también estaba en el aeropuerto.

## Abuso
En septiembre de 2012 se publicó el libro "Las presas, en el harén de Gadafi", en el que se relacionó a Gadafi con diversos escándalos sexuales, incluidas varias violaciones a hombres, mujeres y niños.

 Según el libro, Gadafi violaba diariamente a las miembros de su llamada Guardia Amazónica.
En los últimos días de la guerra civil libia de 2011, surgieron acusaciones de cinco miembros de la Guardia Amazónica de violación y otros abusos por parte de las altas esferas del gobierno de Gaddafi, que incluían a Gaddafi, sus hijos y altos funcionarios. Algunos guardias amazónicos afirman que se les ofreció elegir entre el suicidio y la ejecución de rebeldes.

## Final
Algunas de las mujeres de esta guardia desertaron durante la guerra de 2011 denunciando las violaciones a las que fueron sometidas por el dictador, otras dijeron que fueron obligadas a ejecutar rebeldes o a suicidarse y otras cayeron en combate. Algunos medios próximos al dictador publicaron que las leales capturadas fueron estranguladas y torturadas hasta la muerte (violando la Convención de Ginebra) por miembros del nuevo régimen.